# Schwedische Männer-Handballnationalmannschaft (Jugend)
Die schwedische Männer-Handballnationalmannschaft (Jugend) ist die vom Schwedischen Handballverband aufgestellte Nationalauswahl Schwedens für Nachwuchsspieler der Altersklasse Jugend.

## DefinitionJuniorenundJugend
Die Jugendauswahl steht altersmäßig unterhalb der Juniorenauswahl und der A-Nationalmannschaft.
Da sich die Leistungsfähigkeit von Sportlern altersabhängig unterscheidet, wird eine Klasseneinteilung vorgenommen. Unterhalb der Erwachsenenklasse Senioren werden die Sportler abhängig vom Geburtsjahr Altersklassen zugeteilt. Im deutschen Sprachraum wird dabei der Buchstabe U (steht für unter) vor das jeweilige Alter gesetzt. Die Junioren und Jugend genannten Sportler treten in den Altersklassen U 21 (unter 21 Jahren) und U 19 (unter 19 Jahren) an. Da für die Einteilung das Geburtsjahr ausschlaggebend ist, können die Sportler ihre Klassenzugehörigkeit während einer Saison beibehalten.
Beispiele: An den U-21-Wettbewerben im Jahr 2018 durften Spieler der Geburtsjahrgänge 1998 und 1999 teilnehmen. An den U-19-Wettbewerben des Jahres 2018 durften Spieler der Geburtsjahrgänge 2000 und 2001 teilnehmen.
Da die Altersklassen jeweils nur zwei Jahre behalten werden, ist die Fluktuation weit größer als bei den Erwachsenenauswahlen.

## Wettbewerbe

### Europäisches Olympisches Jugendfestival (U17)
Am Europäischen Olympischen Jugendfestival (EYOF), das alle zwei Jahre ausgetragen wird, nehmen Nationalmannschaften der Altersklasse U17 teil.
Die schwedische Auswahl nahm mit nachstehend aufgeführten Ergebnissen teil:
| Jahr | Ort                  | Teams | Platz              | Mannschaft | Trainer            | Anmerkungen        |
| ---- | -------------------- | ----- | ------------------ | --- | ------------------ | ------------------ |
| 2013 | Utrecht, Niederlande | 8     | 03.                | Andreas Björkman Myhr, Christoffer Bredolo, Johan Dahlin, Oskar Hedvall, Markus Sjöbrink, Linus Andersson, Emil Hansson, Herman Bosson, Adrian Brljevic, Anton Hallbäck, Fredrik Landin, Mikael Mattson, Lukas Nilsson, Felix Claar, Oliver Löfwenius | Ulf Nyström        |                    |
| 2015 | Tiflis, Georgien     | 8     | nicht teilgenommen | nicht teilgenommen | nicht teilgenommen | nicht teilgenommen |
| 2017 | Győr, Ungarn         | 8     | nicht teilgenommen | nicht teilgenommen | nicht teilgenommen | nicht teilgenommen |
| 2019 | Baku, Aserbaidschan  | 8     | nicht teilgenommen | nicht teilgenommen | nicht teilgenommen | nicht teilgenommen |
| 2022 | Zvolen, Slowakei     | 8     | nicht teilgenommen | nicht teilgenommen | nicht teilgenommen | nicht teilgenommen |
| 2023 | Maribor, Slowenien   | 8     | nicht teilgenommen | nicht teilgenommen | nicht teilgenommen | nicht teilgenommen |

### Europameisterschaft der Jugend (U 18)
Die U-18-Europameisterschaften werden seit 1992 grundsätzlich alle zwei Jahre ausgetragen.
Die schwedische Auswahl nahm mit nachstehend aufgeführten Ergebnissen teil:
| Jahr   | Land                   | Teams                                             | Platz                                             | Mannschaft | Trainer                                           | Anmerkungen                                                                                    |
| ------ | ---------------------- | ------------------------------------------------- | ------------------------------------------------- | --- | ------------------------------------------------- | ---------------------------------------------------------------------------------------------- |
| 1992   | Schweiz                | 8                                                 | nicht teilgenommen                                | nicht teilgenommen | nicht teilgenommen                                | nicht teilgenommen                                                                             |
| 1994   | Israel                 | ?                                                 | 09.                                               | ? | ?                                                 |                                                                                                |
| 1997   | Estland                | 12                                                | 01.                                               | ? | ?                                                 |                                                                                                |
| 1999   | Portugal               | 12                                                | nicht teilgenommen                                | nicht teilgenommen | nicht teilgenommen                                | nicht teilgenommen                                                                             |
| 2001   | Luxemburg              | 12                                                | 03.                                               | ? | ?                                                 |                                                                                                |
| 2003   | Slowakei               | 12                                                | 04.                                               | ? | ?                                                 |                                                                                                |
| 2004   | Serbien und Montenegro | 16                                                | 07.                                               | ? | ?                                                 |                                                                                                |
| 2006   | Estland                | 16                                                | 03.                                               | ? | ?                                                 |                                                                                                |
| 2008   | Tschechien             | 16                                                | 03.                                               | Leo Larsson, Mattias Zacharisson, Almir Suljevic, Magnus Persson, Sebastian Carlsson, Henrik Wellbring, Rex Blom, Jesper Östlund, Richard Hanisch, Johannes Sandgren, Flamour Gerbachi, Andreas Arrman, Rikard Lönn, Mattias Thynell                                                        | Anders Lundin                                     |                                                                                                |
| 2010   | Montenegro             | 16                                                | 07.                                               | Peter Johannesson, Sebastian Nygren, Johannes Jonsson, Daniel Komayesh, Andreas Berg, Adam Sjöö, Jim Gottfridsson, Helge Freiman, Daniel Pettersson, Anton Blickhammar, Anton Hellberg, Julius Martinsson, Andreas Flodman, Alexander Morsten                                               | Torbjörn Klingvall                                | Daniel Pettersson wurde in das All-Star-Team gewählt.                                          |
| 2012   | Österreich             | 16                                                | 02.                                               | Viktor Rhodin, Johan Lundgren, Viktor Hallen, Jonatan Wilthorn, Jesper Konradsson, David Florander, Sebastian Karlsson, Henrik Olsson, Albin Stenberg, Pontus Zetterman, Niklas Kraft, Joel Järlfors, Niclas Fingren, Tobias Thulin, Andreas Halvarsson, Felix Kasch                        | Johan Zanotti                                     | Niklas Kraft wurde in das All-Star-Team gewählt. Pontus Zetterman wurde als MVP ausgezeichnet. |
| 2014   | Polen                  | 16                                                | 05.                                               | Andreas Björkman Myhr, Christoffer Bredolo, Oskar Hedvall, Markus Sjöbrink, Mattias Obermüller, Linus Andersson, Emil Hansson, Martin Martensson, Mikael Mattson, Emil Hansson, Felix Claar, Anton Hallbäck, Erik Pettersson, Lukas Sandell, Emil Mellegard                                 | Ulf Nyström                                       |                                                                                                |
| 2016   | Kroatien               | 16                                                | 09.                                               | Mans Landgren, Andreas Windahl, Freddy Andersson, Marcus Ekman, Jonathan Svensson, Erik Persson, Eric Westergren Malmberg, Markus Thorbjörn, Anton Persson, Tobias Sandberg, Marten Nilsson, Alfred Jönsson, Gustaf Banke, Oskar Sunnefeldt, Simon Källstrom, Gzim Sahili                   | Jerry Hallback                                    |                                                                                                |
| 2018   | Kroatien               | 16                                                | 01.                                               | Simon Möller, Ludvig Hallbäck, Jakob Siemund, Kasper Larsson, Emil Berlin, Adam Blanche, Oskar Joelsson, Casper Käll, Valter Chrintz, Miguel Mbumba, Simon Lindberg, Jesper Jensen, Kristian Zetterlund, Erik Sääf, Eric Johansson, Fabian Norsten                                          | Dennis Sandberg                                   | Fabian Norsten und Valter Chrintz wurden in das All-Star-Team gewählt.                         |
| 2020   | Slowenien              | Das Turnier fiel wegen der COVID-19-Pandemie aus. | Das Turnier fiel wegen der COVID-19-Pandemie aus. | Das Turnier fiel wegen der COVID-19-Pandemie aus. | Das Turnier fiel wegen der COVID-19-Pandemie aus. | Das Turnier fiel wegen der COVID-19-Pandemie aus.                                              |
| 2021 1 | Kroatien               | 16                                                | 07.                                               | Oscar Sävinger, Felix Möller, Malte Celander, Filip Eriksson, Julian Sjögren, Olle Österhall, Assar Kammenhed, Isak Larsson, Alexander Linden, Oscar Lindqvist, Robin Sanderhem, Marko Roganovic, Liam Kjellman, Elliot Stenmalm                                                            | Jesper Östlund                                    | Elliot Stenmalm wurde Torschützenkönig sowie zusätzlich in das All-Star-Team gewählt           |
| 2022   | Montenegro             | 16                                                | 02.                                               | Emil Holmberg Schatzl, Albin Hägglund Junler, Alex Andersson, Elias Lundstad, Jonathan Andersson, Marcus Björkman, Axel Månsson, Rasmus Lenzi, Pelle Segertoft, Love Sundewall, Linus Gustavsson, Noah Martinsson, Arvid Boquist, Isak Hasanic Holmgren, Arvid Skoog, Theodor Uliana Starck | Björn Sätherström                                 | Pelle Segertoft wurde als bester Verteidiger ausgezeichnet.                                    |
| 2024   | Montenegro             | 24                                                | 01.                                               | Viggo Håkansson, Oskar Arnell, Nikola Roganovic, Axel Hallberg, Liam Hultberg, Alfred Arnelin, Arvid Andreasson, Alvin Lindvall, Ludvig Bratt, Max Pedersen, Ola Peterson, Mattias Söderberg, Lowe Nilsson, Måns Fredriksson, Fabian Blomberg Romero, Harry Cato Jablonsky                  | Toni Johansson                                    | Nikola Roganovic wurde als MVP ausgezeichnet.                                                  |

### Weltmeisterschaft der Jugend (U 19)
Die U-19-Weltmeisterschaften werden seit 2005 grundsätzlich alle zwei Jahre ausgetragen.
Die schwedische Auswahl nahm mit nachstehend aufgeführten Ergebnissen teil:
| Jahr | Land           | Teams                                             | Platz                                             | Mannschaft | Trainer                                           | Anmerkungen                                                      |
| ---- | -------------- | ------------------------------------------------- | ------------------------------------------------- | --- | ------------------------------------------------- | ---------------------------------------------------------------- |
| 2005 | Katar          | 10                                                | nicht teilgenommen                                | nicht teilgenommen | nicht teilgenommen                                | nicht teilgenommen                                               |
| 2007 | Bahrain        | 16                                                | 03.                                               | Linus Persson, Niclas Barud, Joakim Baak, Anton Månsson, Johan Fagerlund, Oscar Carlén, Sebastian Lindell, Robin Andersson, Nacor Medina, Kim Ekdal du Rietz, Tobias Albrechtsson, Erik Hörberg, Henrik Ahnbrink, Fredrik Salmin du Guet, Jonathan Stenbäcken, Niclas Ekberg                    | Magnus Börjesson                                  |                                                                  |
| 2009 | Tunesien       | 20                                                | 03.                                               | Leo Larsson, Iris Ganibegovic, Mattias Zachrisson, Almir Suljevic, Viktor Ottosson, Erik Schefvert, Martin Adolfsson, Linus Arnesson, Oskar Ysander, Markus Olsson, Andreas Cederholm, Flamour Gerbachi, Andreas Arrman, Rikard Lönn, Mattias Thynell, Gustav Nord                              | Anders Lundin                                     | Mattias Zachrisson wurde in das All-Star-Team gewählt.           |
| 2011 | Argentinien    | 20                                                | 03.                                               | Henrik Nordlander, Andreas Berg, Johannes Jonsson, Sebastian Nygren, Gustaf Thulin, Robert Mansson, Jim Gottfridsson, Helge Freiman, Daniel Pettersson, Anton Blickhammar, Linus Persson, Anton Hellberg, Philip Stenmalm, Hampus Wanne, Viktor Östlund, Alexander Morsten                      | Torbjörn Klingvall                                | Jim Gottfridsson wurde zum MVP und in das All-Star-Team gewählt. |
| 2013 | Ungarn         | 24                                                | 06.                                               | Niklas Kraft, Viktor Rhodin, Daniel Ekman, Viktor Hallen, Jonatan Wilthorn, Jesper Konradsson, David Florander, Sebastian Karlsson, Oscar Bergendahl, Pontus Zetterman, Tobias Thulin, Emil Andersson, Niclas Fingren, Emil Frend-Öfors, Felix Kasch, Simon Jeppsson                            | Johan Zanotti                                     |                                                                  |
| 2015 | Russland       | 24                                                | 05.                                               | Andreas Björkman Myhr, Emil Mellegard, Christoffer Bredolo, Niclas Paradis, Markus Sjöbrink, Oskar Cosmo, Linus Andersson, Emil Hansson, William Bogojevic, Jonathan Edvardsson, Herman Bosson, Fredrik Landin, Emil Hansson, Felix Claar, Anton Hallbäck, Lukas Sandell                        | Ulf Nyström                                       |                                                                  |
| 2017 | Georgien       | 24                                                | 05.                                               | Mans Landgren, Carl Möllerstrom, Axel Morand, Marcus Ekman, Jonathan Svensson, Simon Ortelind, Viktor Hedin, Markus Thorbjörn, Anton Persson, Erik Hvenfelt, Jack Thurin, Gustaf Banke, Oskar Sunnefeldt, Ludvig Jurmala Åström, Melker Norrman, Karl Wallinius                                 | Jerry Hallback                                    |                                                                  |
| 2019 | Nordmazedonien | 24                                                | 11.                                               | Linus Bergh, Sebastian Spante, Isac Wallin, Isak Persson, Adam Wennerholm, Johan Palm, Alexander Regen, Victor Ljundqvist, William Bengtsson, Marcus Norrbrink, Tim Hilding, Victor Boschian Hedberg, William Andersson Moberg, Theo Übelacker, Albin Broman, Kristian Zetterlund               | Dennis Sandberg                                   |                                                                  |
| 2021 | Griechenland   | Das Turnier fiel wegen der COVID-19-Pandemie aus. | Das Turnier fiel wegen der COVID-19-Pandemie aus. | Das Turnier fiel wegen der COVID-19-Pandemie aus. | Das Turnier fiel wegen der COVID-19-Pandemie aus. | Das Turnier fiel wegen der COVID-19-Pandemie aus.                |
| 2023 | Kroatien       | 32                                                | 17.                                               | Emil Holmberg Schatzl, Linus Gustavsson, Albin Hägglund Junler, Axel Mansson, Love Sundewall, Emil Douglas Andersson, Rasmus Lenzi, Elias Lundstad, Arvid Norén, Isak Hasanic Holmgren, Isaac Biel Nielsen, Arvid Skoog, Adam Svantesson, Theodor Uliana Starck, Marcus Björkman, Arvid Larsson | Björn Sätherström                                 | –                                                                |
| 2025 | Slowenien      | 32                                                | ?                                                 | ? | ?                                                 | –                                                                |